# Lake Poaka
Der Lake Poaka ist ein Gebirgssee im Waitaki District der Region Canterbury auf der Südinsel von Neuseeland.

## Namensherkunft
Poaka ist der maorische Name für Stelzenläufer, die an dem See vorkommen.

## Geographie
Der Lake Poaka befindet sich seitlich an der Nordseite des Pukaki Canal, gut 3 km südwestlich des Abflusses des Lake Pukaki und rund 4,4 km nördlich von Twizel. Mit einer Westnordwest-Ostsüdost-Ausdehnung erstreckt sich der See über eine Länge von rund 1,1 km und misst an seiner breitesten Stelle rund 260 m in nahezu Nord-Süd-Richtung. Sie Fläche des Sees, in dem sich an der Westseite eine kleine, rund  0,6 Hektar große Insel befindet, umfasst rund 11,9 Hektar und der Umfang des Gewässers kommt auf eine Länge von rund 3,09 km.
Zulauf bekommt der Lake Poaka, der auf einer Höhe von ca. 510 m liegt, von dem von Norden kommenden Twizel River, der den See an seinem südöstlichen Ende auch wieder verlässt.